# المونت (میشیگان)
المونت، میشیگان (به انگلیسی: Almont, Michigan) یک منطقهٔ مسکونی در ایالات متحده آمریکا است که در میشیگان واقع شده‌است.

## خصوصیات
المونت ۳٫۶۸ کیلومترمربع مساحت و ۲٬۶۷۴ نفر جمعیت دارد و ۲۵۹ متر بالاتر از سطح دریا واقع شده‌است.